# Malumfashi
Malumfashi – miasto w Nigerii, w stanie Katsina.